# Primavera Sound
Primavera Sound er en musikfestival som hvert år bliver afholdt i Barcelona, Spanien. Festivalen, som spænder over tre dage i juni, har fokus på indie rock, og kan hvert år præsentere mange af de største navne indenfor denne genre. Musikfestivalen regnes almindeligvis som verdens største af sin slags med over 120 bands, der spiller.

## Musikgrupper

### 2005
Art Brut, Maxïmo Park, Arcade Fire, Vitalic, Jesu, Max Tundra, Broken Social Scene, Iggy & The Stooges, New Order, The Human League, Ron Sexsmith, Brigitte Fontaine, American Music Club, Mercury Rev, Kristin Hersh, Micah P. Hinson, Sondre Lerche, Antony & The Johnsons, Josh Rouse, Steve Earle & The Dukes, Sonic Youth, Gang of Four, The Wedding Present, They Might Be Giants, The Go! Team, The Futureheads, M83, Vic Chesnutt, Tortoise, Echo & the Bunnymen

### 2006
Akron/Family, Alexander Kowalski feat. Khan, Animal Collective, Babyshambles, Big Star, Centro-Matic, Constantines, Dinosaur Jr., DJ Rush, Drive-By Truckers, Ellen Allien, Erol Alkan, ESG, Ferenc, Final Fantasy, The Flaming Lips, French Toast, Gang Gang Dance, Joris Voorn, José González, Justice, Killing Joke, La Buena Vida, Lambchop, LD & The New Criticism, Marko Nastic, Mick Harvey, Mogwai, Motörhead, No-Neck Blues Band, P:ANO, Rex The Dog, Richard Hawley, Shellac, Sisa, Sleater-Kinney, South San Gabriel, Stereolab, Stuart Staples, Surfin Bichos, Television Personalities, The Boredoms, The Deadly Snakes, The Drones, The MFA, The New Christs, The Robocop Krauss, Umek, Undertow Orchestra, Vashti Bunyan, Violent Femmes, Why?, Xiu Xiu, Yeah Yeah Yeahs, Yo La Tengo

### 2007 edizione (31/5, 1-2/6/2007)
The Smashing Pumpkins, Patti Smith, Bad Brains, Barry Adamson, Built To Spill, Slint, Wilco, Modest Mouse, Sonic Youth
Band of Horses, Matt Elliott, Sr. Chinarro, Explosions in the Sky, Mus, Alexander Tucker, Fennesz & Mike Patton, Nathan Fake, The Apples In Stereo, Ginferno, Oakley Hall, Apse, Girl Talk, Oliver Huntemann, Architecture In Helsinki, Girls Against Boys, Patti Smith, Band of Horses, Grizzly Bear, Pelican, Barry Adamson, Grupo De Expertos Solynieve, Play Paul, Battles, Hell, The Rakes, Beirut, Herman Düne, Reinhard Voigt, Billy Bragg, Isis, Robyn Hitchcock And The Venues, Black Mountain,
Ivan Smagghe, The Sadies, Blonde Redhead, Jonathan Richman, Shannon Wright, Bola, Justice, Slint, Bonde Do Role, Kid Koala, Smashing Pumpkins, Brightblack Morning Light, Kimya Dawson, Sonic Youth, Built To Spill, Klaxons, Spank Rock, Buzzcocks, Lisabö, Spiritualized acoustic mainlines, Centro-Matic, The Long Blondes, Standstill, Comets On Fire, Los Planetas, Technasia, David Carretta, Low, Ted Leo & The Pharmacists, David Thomas Broughton, Luke Slater, The Good The Bad & The Queen, Death Vessel, Luomo, Toktok, Diplo, Matt Elliott, Umek, Dirty Three, Maxïmo Park, Veracruz, DJ Yoda, Melvins, The White Stripes, Dominik Eulberg, Mijk Van Dijk, Wilco,The Durutti Column, Modest Mouse, X-Wife, Erol Alkan, Múm

### 2008
808 State, A Place to Bury Strangers, Alan Braxe, Animal Collective, Apparat Band, Dj Assault, Atlas Sound, Autolux, Awesome Color, Bill Callahan, Bishop Allen, Bob Mould Band, Bon Iver, Boris, British Sea Power, Buffalo Tom, Caribou, Cat Power, Clipse, The Cribs, De La Soul, Deerhunter, Digital Mystikz, Dinosaur Jr., Dirty Projectors, Dr. Octagon aka Kool Keith + Kutmasta Kurt, Edan & MC Dagha, El Guincho, Ellen Allien, Enon, Eric's Trip, Fanfarlo, The Felice Brothers, Fuck Buttons, Dj Funk, Gentle Music Men, The Go! Team, Grande-Marlaska, Health, Holly Golightly & The Brokeoffs, Holy Fuck, It's Not Not, Kavinsky, Kinski, Les Savy Fav, Lightspeed Champion, Madee, Man Man, The Mary Onettes, Mary Weiss, The Marzipan Man, Menomena, Messer Chups, Midnight Juggernauts, Mission Of Burma, Mixmaster Mike, Model 500, MV & EE with The Golden Road, Nick Lowe, No Age, The Notwist, Okkervil River, Om, Para One, Pissed Jeans, Polvo, Port O'Brien, Portishead, Prinzhorn Dance School, Public Enemy performing It Takes A Nation Of Millions To Hold Us Back, Robert Hood, Rufus Wainwright, The Rumble Strips, Scout Niblett, Sebadoh, Shipping News, Silver Jews, Simian Mobile Disco, Six Organs Of Admittance, Stephen Malkmus & The Jicks, The Strange Death Of Liberal England, Subterranean Kids, Supermayer, Surkin, The Swell Season, Tachenko, Tarántula, Thomas Brinkmann, Throbbing Gristle, Tiefschwarz, Tindersticks, Träd Gräs och Stenar, Vampire Weekend, Vórtice, Voxtrot, White Williams, Why?, Young Marble Giants, Yuri Landman (masterclass), McEnroe, Lidia Damunt, Tachenko + Abraham Boba, Russian Red + Havalina, The Right Ons, Holy Fuck, Aaron Thomas, Kinski, Lightspeed Champion, Stephen Malkmus, La Bien Querida, Manos De Topo, Cultural Solynieve

### 2009
A Certain Ratio, A-Track, Alela Diane, Andrew Bird, Angelo Spencer, Aphex Twin, Ariel Pink, Art Brut, Bat For Lashes, Black Lips, Bloc Party, Bowerbirds, Carsick Cars, Chad VanGaalen, Crystal Antlers, Crystal Stilts, Cuzo, Damien Jurado, Dan Deacon Ensemble, Deerhunter, DJ Mehdi, Ebony Bones, El-P, Extra Life, Extraperlo, Fucked Up, Gang Gang Dance, Ghostface Killah, Girl Talk, Girls, Jarvis Cocker, Jason Lytle, Joe Crepúsculo, Joe Henry, John Maus, Karl Blau, Kimya Dawson, Kitty, Daisy and Lewis, Lemonade, Lightning Bolt, Magik Markers, Magnolia Electric Co., Mahjongg, Marnie Stern, Michael Mayer, Michael Nyman, My Bloody Valentine,Neil Young, Oneida, Phoenix, Plants & Animals, Ponytail, Rosvita, Shearwater, Shellac, Simian Mobile Disco, Skatebård, Sleepy Sun, Sonic Youth, Spectrum, Spiritualized, Squarepusher, Sunn O))), The Bad Plus, The Bug, The Drones, The Extraordinaires, The Jayhawks, The Jesus Lizard, The Lions Constellation, The Mae Shi, The New Year, The Pains Of Being Pure At Heart, The Secret Society, The Soft Pack, The Tallest Man On Earth, The Vaselines, Throwing Muses, Uffie, Veracruz, Vivian Girls, Wavves, Women, Wooden Shjips, Yo La Tengo, Zombie Zombie.

### 2010
Pavement, Pixies